# Napoli Calcio a 5 2013-2014
Questa pagina raccoglie i dati riguardanti il Napoli Calcio a 5, squadra di calcio a 5 militante in serie A, nelle competizioni ufficiali della stagione 2013-2014.

## Trasferimenti

### Sessione estiva
| Christian Bertoni | Napoli SMS  |
| Rodrigo Bertoni   | Napoli SMS  |
| Vincenzo Botta    | Napoli SMS  |
| Evandro           | Raba        |
| Jader Fornari     | Pescara     |
| José Carlos López | Segovia     |
| Pedaleira         | Londrinense |
| Antonio Pipolo    | Napoli SMS  |

| Amedeo Bellico   | Partenope         |
| Pasquale De Luca | Trilem Casavatore |
| Rodrigo Emer     | Lazio             |
| Pedro Guerra     | Reggiana          |
| Daniele Melise   | Aesernia          |
| Eriel Pizetta    | Acireale          |
| Davide Ranieri   | svincolato        |
| Roque Sartori    | svincolato        |
| Altre operazioni |                   |
| Antonio Tomasone | Parete            |

### Sessione invernale
| Gonzalo Abdala         | Boca Juniors     |
| Lucho González         | Boca Juniors     |
| Noro                   | Libertas Eraclea |
| Altre operazioni       |                  |
| Evandro Barros Pereira | Londrinense      |

| José Carlos López | Baku United |
| Pedaleira         | svincolato  |
| Altre operazioni  |             |
| Nunzio Frosolone  | Partenope   |

## Organico

### Prima squadra
| N° | Naz.                                       | Ruolo | Sportivo               | Anno     |  |  |
| -- | ------------------------------------------ | ----- | ---------------------- | -------- |  |  |
| -  | Argentina (bandiera)                       | LAT   | Gonzalo Abdala         | 11.10.90 |  |  |
| -  | Brasile (bandiera)                         | POR   | Christian Bertoni      | 19.03.75 |  |  |
| -  | Brasile (bandiera) · Italia (bandiera)     | DIF   | Rodrigo Bertoni        | 01.12.78 |  |  |
| -  | Italia (bandiera)                          | DIF   | Vincenzo Botta         | 03.09.84 |  |  |
| -  | Italia (bandiera)                          | POR   | Gianluca Brancati      | 19.08.91 |  |  |
| -  | Italia (bandiera)                          | LAT   | Antonio Campano        | 26.03.77 |  |  |
| -  | Brasile (bandiera) · Portogallo (bandiera) | LAT   | Evandro                | 10.11.81 |  |  |
| -  | Brasile (bandiera)                         | PIV   | Jader Fornari          | 21.01.83 |  |  |
| -  | Argentina (bandiera)                       | LAT   | Luis González          | 26.01.86 |  |  |
| -  | Spagna (bandiera)                          | PIV   | José Carlos López      | 31.07.83 |  |  |
| -  | Brasile (bandiera)                         | PIV   | Noro                   | 29.07.81 |  |  |
| -  | Brasile (bandiera)                         | LAT   | Pedaleira              | 14.02.84 |  |  |
| -  | Brasile (bandiera)                         | LAT   | Bico Pelentir          | 08.07.85 |  |  |
| -  | Brasile (bandiera) · Italia (bandiera)     | POR   | Leandro Garcia Pereira | 01.06.88 |  |  |
| -  | Italia (bandiera)                          | LAT   | Antonio Pipolo         | --.--.91 |  |  |

### Under-21
| N° | Naz.              | Ruolo | Sportivo         | Anno     |  |  |
| -- | ----------------- | ----- | ---------------- | -------- |  |  |
| -  | Italia (bandiera) | LAT   | Attilio Arillo   | 29.12.94 |  |  |
| -  | Italia (bandiera) | LAT   | Nunzio Frosolone | 15.06.94 |  |  |
| -  | Italia (bandiera) | PIV   | Gennaro Galletto | 12.12.93 |  |  |
| -  | Italia (bandiera) | LAT   | Vincenzo Milucci | 13.07.92 |  |  |
| -  | Italia (bandiera) | DIF   | Antonio Pazzi    | 21.09.94 |  |  |
| -  | Italia (bandiera) | POR   | Pasquale Simeone | 23.03.93 |  |  |